# 조토 디 본도네
조토 디 본도네(Giotto di Bondone, 1267년 ~ 1337년 1월 8일)는 이탈리아의 화가·건축가이다. 피렌체 근교의 끌레 디 베스피자노에서 탄생했으며 피렌체에서 당대의 유명한 화가인 치마부에에게서 미술을 배웠다. 이탈리아 르네상스 미술의 선구자로서 비잔틴 양식에서 벗어나 피렌체 파를 형성하였다. 마침내 투시법에 의한 공간의 묘사에 성공하였으며, 생기 있는 묘사로 종교 예술의 신경지를 개척하였다.
그의 명성은 살아있을 때는 물론 후대에도 친송을 받았는데 동시대의 사람인 단테(1265-1321)는 '치마부에의 시대는 갔다. 지금부터는 지오토의 시대다'라고 극찬했고, 조반니 보카치오(1313-1375)는 지오토가 '수세기동안 어둠 속에 갇혀 있었던 회화예술에 빛을 던진 사람' 이라고 높이 평가했다.
프란체스코 성당의 벽화 <성프란체스코전>에 참여해 28점중 일부의 벽화를 그렸다. 그 후 1303~1305년까지 그의 대표작이라 할 수 있는 파도바의 아레나 예배당이라고도 불리는 스크로베니 예배당의 장식을 맡는다. 3개의 층으로 나뉜 38개의 구획들은 성가족과 예수의 일생을 그린 프레스코화로 채워져 있다. 그 중 서쪽 벽 전체를 차지하고 있는 <최후의 심판>(1305년, 프레스코)과 벽면 패널 중 하나인 <애도(Lamentation)>(1304년, 프레스코)는 조토의 정수를 나타내는 그림을 평가받는다. 후기의 대작으로서 피렌체의 온니산티 성당의 <장엄한 성모>(1331년, 템페라), 산타마리아 노벨라 성당의 <예수의 십자가> 등이 있으며 1334년에는 피렌체 산타 마리아 델 피오레 대성당의 주임 건축가로 임명되어 종탑 건조에 착수했으나 완성하지 못하고 중도에 사망하였다.

## 미술사적 의의

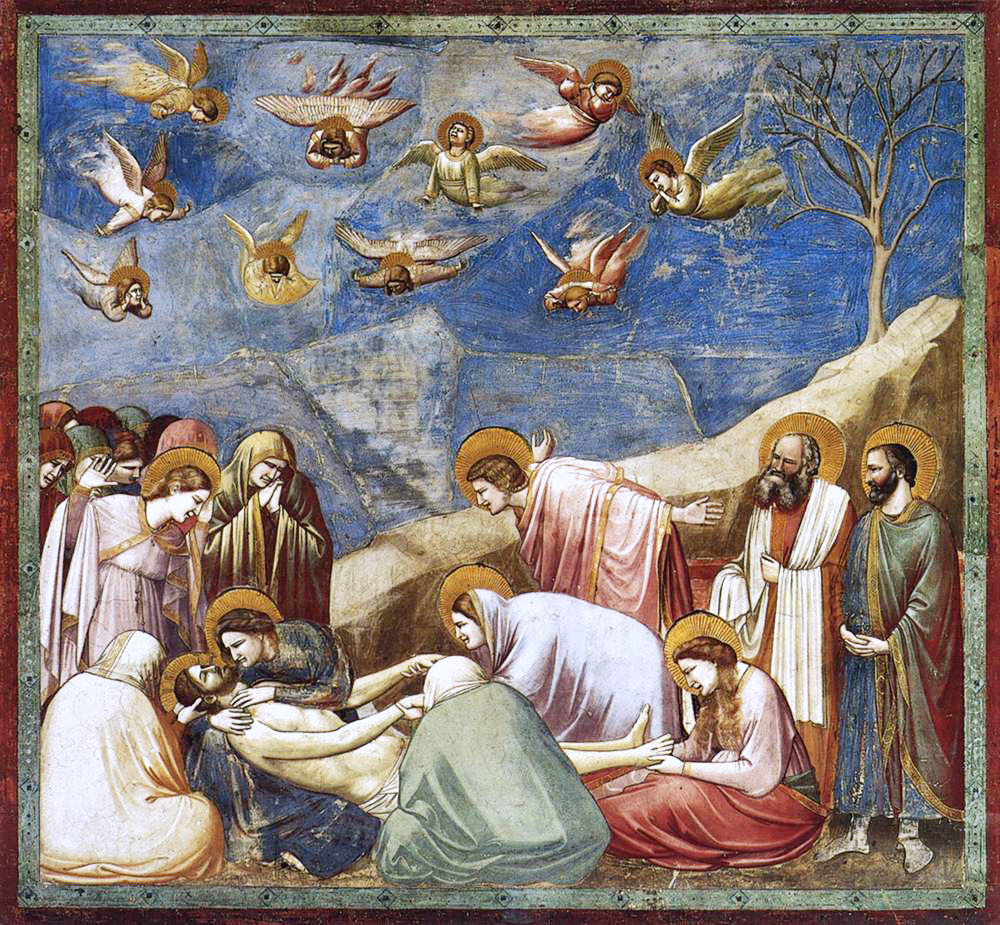
<애도(Lamentation)>, c. 1305

조토는 비잔틴 전통에서 탈피하여 르네상스를 이끈 미술사의 새로운 장을 연 인물이라 평가받는다. 자연주의적인 접근을 통해 조토는 정면에서 벗어나 측면과 후면을 묘사하는 등 이전에 볼 수 없었던 공간감을 만들어 냈으며 단축법, 투시법과 명암을 이용해 평면에 입체감을 표현한 인물이다. 배경에 구체적인 풍경과 건물들을 그려넣으며 회화에 배경이란 요소를 최초로 도입한 화가이기도 하다. 이러한 사실성뿐만 아니라 조토는 인물의 감정과 역동적인 동작의 표현을 보여줬다. 이는 이전까지 단순히 사실 기록을 위한 도구였던 회화를 작가의 감정을 보는 사람들에게 전달하는 매체로 바꾸어 놓았다는 평가를 받는다. 아레나 예배당의 벽화 <애도(lamentaion)>은 이를 가장 잘 보여주는 작품으로 역동적인 성 요한의 팔 동작과 전면에 뒤돌아보고 있는 인물들, 배경의 산과 나무들과 각기 다른 인물들의 생생한 표정을 통해 이러한 사실들을 확인 할 수 있다.